# André Dehertoghe
André Dehertoghe, född 19 juni 1941, död 25 augusti 2016, var en friidrottare från Belgien. Han deltog vid olympiska sommarspelen 1968 och olympiska sommarspelen 1972.